# Aptesis polita
Aptesis polita là một loài tò vò trong họ Ichneumonidae.